# Tridentea longipes
Tridentea longipes là một loài thực vật có hoa trong họ La bố ma. Loài này được (C.A. Lückh.) Leach miêu tả khoa học đầu tiên năm 1980.